# Annemarie Bremer
Annemarie Bremer (* 20. Jahrhundert) ist eine deutsche Filmeditorin.
Annemarie Bremer wurde Mitte der 1960er Jahre beim Norddeutschen Rundfunk als Editorin ausgebildet und erhielt dort eine Festanstellung. Seit 1987 ist sie als Filmeditorin selbständig und wirkte bisher bei über 40 Produktionen mit. 2009 wurde sie für den Schnitt des Doku-Dramas Die Wölfe mit dem Deutschen Fernsehpreis ausgezeichnet.

## Filmografie (Auswahl)
- 1972: Der Weg des Hans Monn (Dokumentarfilm, 2 Folgen)
- 1976: Weder Tag noch Stunde (Fernsehfilm)
- 1977: Britta (Fernsehfilm)
- 1979: Jerusalem, Jerusalem (Miniserie, 3 Folgen)
- 1982: Tatort: Kindergeld (Fernsehfilm)
- 1982: Tatort: Trimmel und Isolde (Fernsehfilm)
- 1985: Neues von Britta (Fernsehfilm)
- 1986: Die Brücke am schwarzen Fluß (Fernsehfilm)
- 1991: Tote Briefe (Fernsehfilm)
- 1992: Sterne des Südens (Fernsehserie, 3 Folgen)
- 1992–1993: Die Männer vom K3 (Fernsehserie, 3 Folgen)
- 1993: Schicksalsspiel (Fernsehfilm)
- 1994: Ausgerechnet Zoé (Fernsehfilm)
- 1995: Das Alibi (Fernsehfilm)
- 1995: Tatort: Der König kehrt zurück (Fernsehfilm)
- 1996: Der Parkhausmörder (Fernsehfilm)
- 1999: Die Cleveren (Fernsehserie, 2 Folgen)
- 2000: Tatort: Die Möwe (Fernsehfilm)
- 2000: Vor Sonnenuntergang (Fernsehfilm)
- 2001: Ein Geschenk der Liebe (Fernsehfilm)
- 2002: Lilly unter den Linden (Fernsehfilm)
- 2002: Die Rosenkrieger (Fernsehfilm)
- 2002: Der Unbestechliche
- 2003: Der Mörder ist unter uns (Fernsehfilm)
- 2003: Schattenlinie (Fernsehfilm)
- 2004: Familie Dr. Kleist (Fernsehserie, 4 Folgen)
- 2004: Geheimnis der Karibik (Fernsehfilm)
- 2004: Sehnsucht nach Liebe (Fernsehfilm)
- 2005: Die Gerichtsmedizinerin (Fernsehserie, 4 Folgen)
- 2007: Notruf Hafenkante (Fernsehserie, 9 Folgen)
- 2007: Alte Freunde (Fernsehfilm)
- 2009: Die Wölfe (Miniserie, 3 Folgen)
- 2009: Meine Tochter und der Millionär (Fernsehfilm)
- 2010: Luises Versprechen (Fernsehfilm)
- 2010–2018: Weissensee (Fernsehserie, 14 Folgen)
- 2011: LichtBlau – Neues Leben Mexiko (Fernsehfilm)
- 2011: Tatort: Der Weg ins Paradies (Fernsehfilm)
- 2012: Hannas Entscheidung (Fernsehfilm)
- 2013: Die Männer der Emden
- 2013: Nacht über Berlin (Fernsehfilm)
- 2013: Polizeiruf 110: Der verlorene Sohn (Fernsehfilm)
- 2014: Ohne Dich
- 2014: Momentversagen (Fernsehfilm)
- 2015: Unter der Haut (Fernsehfilm)
- 2016: Die Stadt und die Macht (Miniserie, 6 Folgen)
- 2019: Hüftkreisen mit Nancy